# Kogelvisachtigen
Kogelvisachtigen of vastkakigen (Tetraodontiformes, ook wel Plectognathi) vormen een orde van straalvinnige vissen.
De naam vastkakigen wijst op de vaste vergroeiing van bovenkaak en tussenkaak, ook wel papegaaibek genoemd. Het lichaam is bedekt met benige schubben of schildplaten, soms als gesloten pantser, of met stekels, maar bij sommige soorten is de huid naakt. Er zijn kleine kieuwopeningen. Kogelvisachtigen leven voornamelijk in tropische en subtropische wateren, hoofdzakelijk als bewoners van koraalriffen, veelal in de Indische Oceaan, maar ook in de Grote Oceaan. Enkele soorten trekken de rivieren op.

## Families
De volgende nog levende families worden onderscheiden:
- onderorde: Triacanthodoidei
  - Triacanthodidae (Driepootvissen)
- onderorde: Balistoidei
  - Triacanthidae (Driestekelvissen)
  - Balistidae (Trekkervissen)
  - Monacanthidae (Vijlvissen)
  - Ostraciidae (Koffervissen)
  - Aracanidae (Doosvissen)
- onderorde: Tetraodontoidei
  - Triodontidae (Drietandvissen)
  - Tetraodontidae (Kogelvissen)
  - Diodontidae (Egelvissen)
  - Molidae (Maanvissen)

### Uitgestorven
De volgende uitgestorven families worden tot deze orde gerekend:
- † Bolcabalistidae
- † Cretatriacanthidae
- † Eoplectidae
- † Eospinidae
- † Moclaybalistidae
- † Plectocretacicidae
- † Protobalistidae
- † Protriacanthidae
- † Spinacanthidae